# Galumna tessellata
Galumna tessellata är en kvalsterart som först beskrevs av Ewing 1910.  Galumna tessellata ingår i släktet Galumna och familjen Galumnidae. Inga underarter finns listade i Catalogue of Life.